# Carole Reynaud-Paligot
 (juillet 2018).
Si vous disposez d'ouvrages ou d'articles de référence ou si vous connaissez des sites web de qualité traitant du thème abordé ici, merci de compléter l'article en donnant les références utiles à sa vérifiabilité et en les liant à la section « Notes et références ».
Carole Reynaud-Paligot est une historienne française née en 1966.

## Biographie
Diplômée de l'Institut d'études politiques de Grenoble, docteur de l’EHESS, titulaire d’une habilitation à diriger des recherches (Paris 1), Carole Reynaud Paligot enseigne en sciences de l'éducation à l'INSPE de Dijon, elle est chercheuse associée au Centre de recherche en histoire du XIXe siècle de l’université de Paris 1.
Elle a enseigné au sein de l’université de Franche-Comté et au sein des antennes parisiennes des universités américaines (université de New York, université de Californie) ainsi qu’à Sciences po Paris.
Elle a été co-commissaire scientifique de l’exposition « Nous et les Autres. Des préjugés au racisme » qui s'est tenu au Musée de l'Homme à Paris en 2017-2018,.
Elle a été membre du Comité de vigilance face aux usages publics de l'histoire.
Elle est spécialiste de l’histoire des intellectuels et de l’histoire des processus de racialisation.

## Publications

### Ouvrages
La République raciale. Une Histoire, PUF, „Quadrige“, préface de Christophe Charle, 2021, 601p. (édition revue et complétée de La République raciale 1860-1930. Paradigme racial et idéologie républicaine (2006), et de Races, racisme et antiracisme dans les années 1930, Paris, PUF, 2007)
- L'École aux colonies entre mission civilisatrice et racialisation 1816-1940,  Champ Vallon, 2021.
- Autour des fondateurs de la socio-anthropologie, méthode du commentaire de textes, EUD, Dijon, 2021.
- De l’identité nationale. Science, Race et politique en Europe et aux Etats-Unis XIXe – XXe siècle, PUF, 2011.
- Races, racisme et antiracisme dans les années 1930, Paris, PUF, 2007, 173 p.
- La République raciale 1860-1930. Paradigme racial et idéologie républicaine, préface de Christophe Charle, Paris, PUF, 2006, 330 p., présentation en ligne.
- Parcours politique des surréalistes 1919-1969, préface de Jacques Julliard, Editions du CNRS, 1995, réimpression 2001, 339 p.
- « Les Temps nouveaux, un hebdomadaire anarchiste au tournant du siècle, Mauléon, Editions Acratie, 1993, 123 p.

### Direction d'ouvrages
•	« Présences noires », Romantisme. Littérature - arts - sciences- histoire, n° 205, 2024-3, en collaboration avec Sarga Moussa
- La biologisation du social : des discours aux pratiques, co-direction avec Sébastien Lemerle, Presses universitaires de Paris Ouest, 2017.
- « Sciences sociales et biologie », co-direction avec Sébastien Lemerle d’un numéro spécial de la Revue européenne des sciences sociales, n° 54-1, 2016.
- Tous les hommes sont-ils égaux ? Histoire comparée des pensées raciales 1860-1930, München, Oldenbourg, 2009.
- "Nous et les Autres. Des préjugés au racisme", catalogue de l'exposition du Musée de l'homme", 2017.
- "On vient vraiment tous d'Afrique. Des préjugés au racisme. Réponses à vos questions" avec Evelyne Heyer, Flammarion, "Champs", 2019.

Ouvrages de vulgarisation
•	Ismaël Méziane, C. Reynaud-Paligot, E. Heyer, Comment devient-on raciste ?, Casterman, Bruxelles, 2021. (Bande dessinée)
•	Le Tour de France de Flora Tristan, Totem, ouvrage jeunesse, 2022.
Derniers articles parus
“Les motivations des parents face à la mixité sociale et culturelle au collège”, Carrefours de l’éducation, n°60, décembre 2025, rubrique varia.
Avec Moussa Sarga, « Introduction », « Présences noires », Romantisme, 2024-3, p.5-12.
« Diversifier les espaces pédagogiques de la lutte contre le racisme : du musée à la BD », Les Cahiers de la LCD, n°1, 2023, p. 75-83.
„La racialisation des identités à travers les publications à caractère pédagogique au sein de l’Empire colonial français“, Nineenthen-Century French Studies, 50, 3-4, 2022. 
Reynaud-Paligot, Carole. « Nous et les Autres, exposition du Musée de l’Homme. Focus », Hommes & Migrations, vol. 1334, no. 3, 2021, p. 69-71.

### Conférences
- https://www.reseau-canope.fr/eduquer-contre-le-racisme-et-lantisemitisme/race.html
- « canal-u.tv/auteurs/reynaud_pal… »(Archive.org • Wikiwix • Archive.is • Google • Que faire ?)

voir sources

## Sources
- (en) « Carole Reynaud-Paligot », sur academia.edu (consulté le 31 décembre 2023)
- « Université Paris 1 Panthéon-Sorbonne : REYNAUD PALIGOT Carole », sur univ-paris1.fr via Wikiwix (consulté le 31 décembre 2023)
- Dictionnaire biographique du mouvement ouvrier français, « Le Maitron » : notice bibliographique.

- Ressources relatives à la recherche :   - Academia (profils)
  - Akadem
  - Cairn
  - Canal-U
- Ressource relative à plusieurs domaines :   - Radio France
- Notices d'autorité :   - VIAF
  - ISNI
  - BnF (données)
  - IdRef
  - LCCN
  - GND
  - Belgique
  - Pays-Bas
  - Pologne
  - Israël
  - NUKAT
  - Tchéquie